# Ocellularia
Ocellularia — рід лишайників родини Graphidaceae. Назва вперше опублікована 1825 року.

## Гелерея

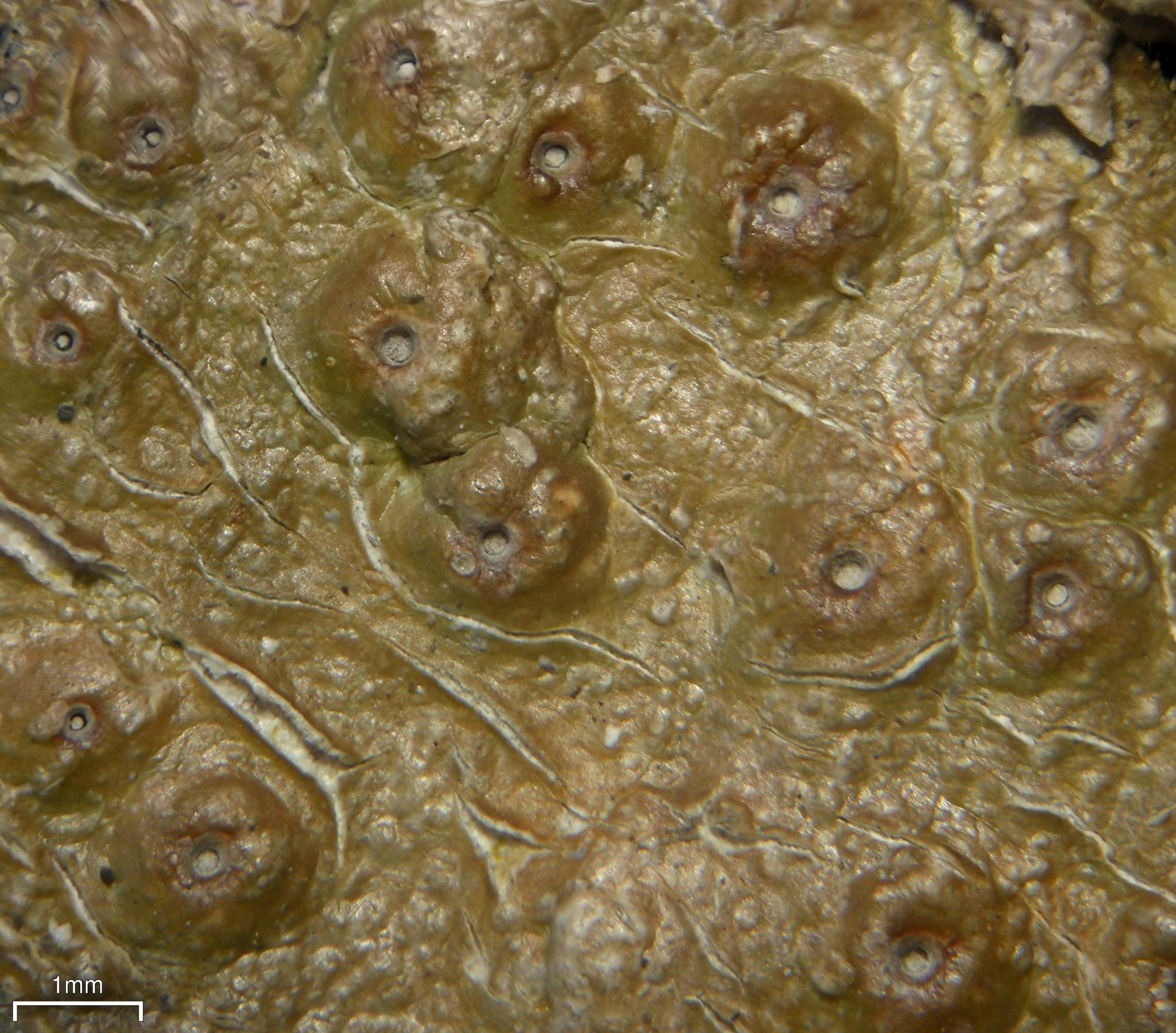
Ocellularia praestans
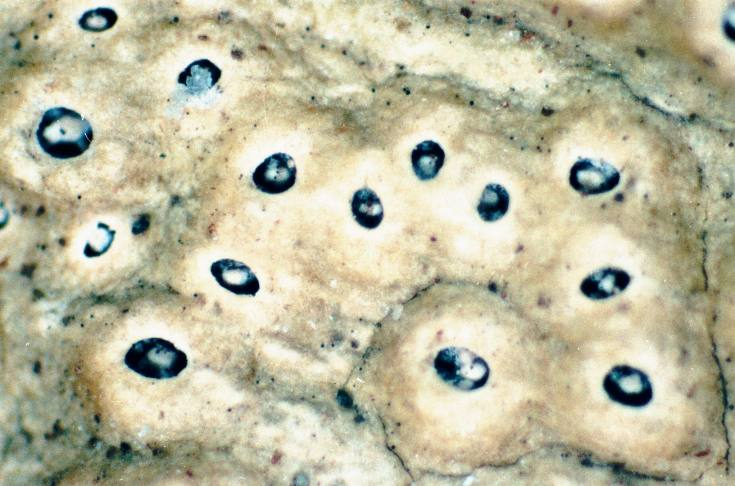
Ocellularia granulosa
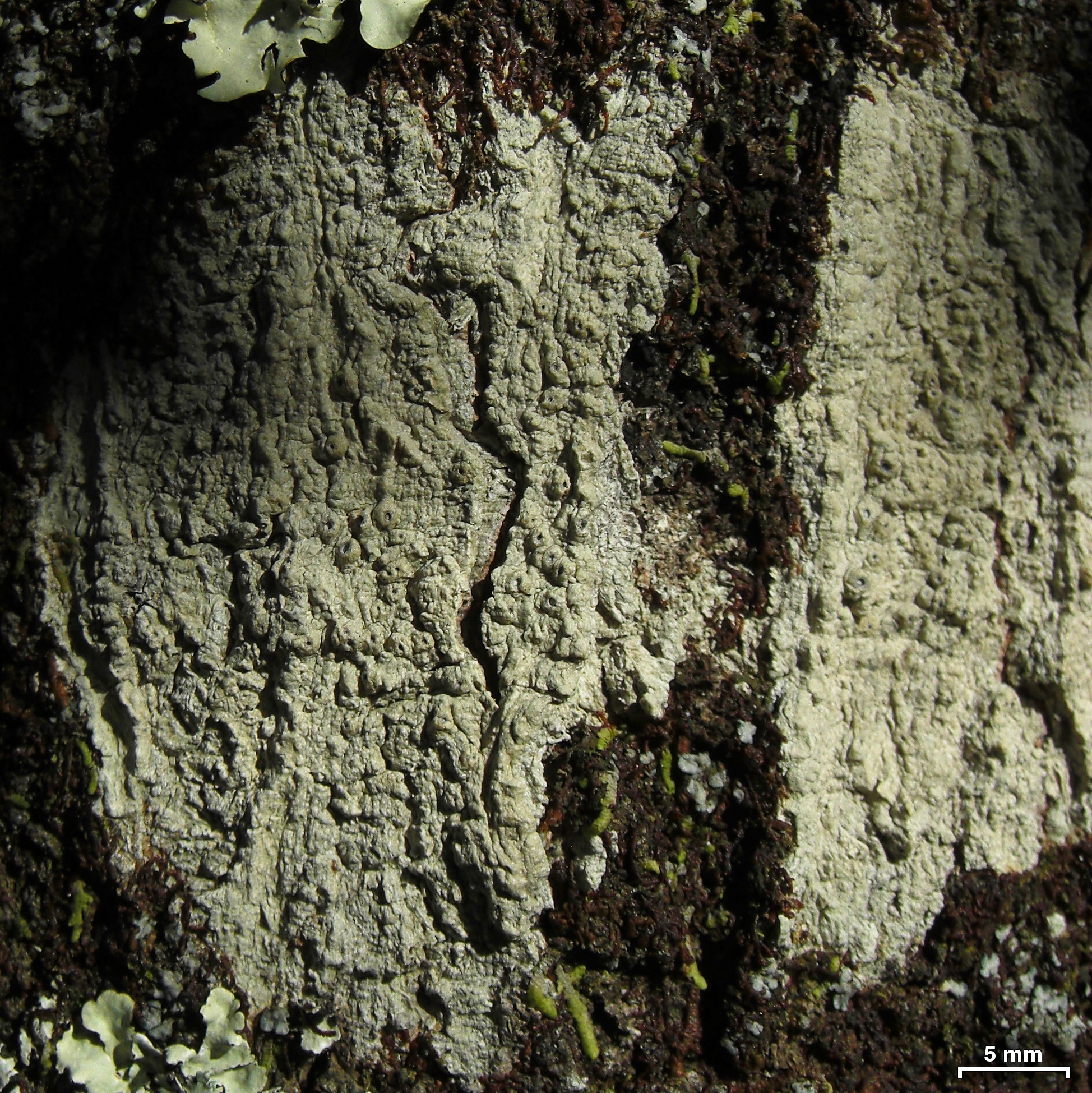
Ocellularia sanfordiana